# Кунья (ім'я)
Кунья (араб. كنية, kunyah) — компонент арабського імені (текнонім). У класичному значені — це епітет, який стосується первістка або доньки особи. Кунья починається зі слів Абу (для чоловіків) і Умм (для жінок) і закінчується ім'ям сина або дочки. У деяких випадках кунья може містити, не ім'я дитини, а бути прізвиськом, яке виражає прихильність людини до певної речі: наприклад Абу-Бакр — «батько верблюжати», дана через любов цієї людини до верблюдів; або Абу-Хурайра — «батько кішок», дана за те, що він піклувався про бродячих кішок і усиновляв їх. Кунья також може бути прізвиськом, що виражає характеристику особи, як-от Умм-Култум — «мати з пухким обличчям». Звертаючись до особи, використовуючи кунью, висловлюють шану та повагу до неї.

## Негативна кунья
Іноді звернення по куні може використовуватися для позначення зневаги та нешанування. В історії ісламу відомі випадки, коли людям давали зневажливі куньї, як Абу Джахль (Батько невігластва) та Абу Лагаб (Батько вогню). Ці люди чинили опір заклику пророка Мухаммада і будували підступи мусульманам  .